# Dicranomyia pugilis
Dicranomyia pugilis är en tvåvingeart som först beskrevs av Alexander 1943.  Dicranomyia pugilis ingår i släktet Dicranomyia och familjen småharkrankar.
Artens utbredningsområde är Ecuador. Inga underarter finns listade i Catalogue of Life.